# Thuốc kháng sinh tetracycline
Thuốc kháng sinh tetracycline là một nhóm các hợp chất kháng sinh phổ rộng có cấu trúc cơ bản chung và được phân lập trực tiếp từ một số loài vi khuẩn Streptomyces hoặc được sản xuất bán tổng hợp từ các hợp chất phân lập đó. Các phân tử Tetracycline bao gồm một hạt nhân tetracyclic hợp nhất tuyến tính (các vòng được chỉ định A, B, C và D) mà một loạt các nhóm chức được gắn vào. Tetracyclines được đặt tên cho bốn vòng hydrocarbon ("tetra-") ("-cycl-") ("-ine"). Chúng được định nghĩa là một phân lớp của polyketide, có bộ xương octahydrotetracene-2-carboxamide và được biết đến như là dẫn xuất của carboxamide polycyclic naphthacene. Trong khi tất cả các tetracycline có cấu trúc chung, chúng khác nhau bởi sự hiện diện của các nhóm chloride, methyl và hydroxyl. Những sửa đổi này không làm thay đổi hoạt tính kháng khuẩn rộng của chúng, nhưng ảnh hưởng đến các đặc tính dược lý như thời gian bán hủy và gắn với protein trong huyết thanh.
Tetracyclines được phát hiện vào những năm 1940 và có hoạt động chống lại một loạt các vi sinh vật bao gồm vi khuẩn gram dương và gram âm, chlamydiae, mycoplasmas, rickettsiae và ký sinh trùng đơn bào. Tetracycline được phát hiện muộn hơn chlortetracycline và oxytetracycline nhưng vẫn được coi là hợp chất mẹ cho các mục đích danh pháp. Tetracyclines là một trong những nhóm kháng sinh rẻ nhất hiện có và đã được sử dụng rộng rãi trong điều trị dự phòng và điều trị nhiễm trùng ở con người và động vật, cũng như ở các cấp độ khác trong nuôi dưỡng động vật làm chất kích thích tăng trưởng.
Tetracyclines là chất ức chế tăng trưởng chứ không phải là tác nhân tiêu diệt tác nhân truyền nhiễm (diệt khuẩn) và chỉ có hiệu quả chống lại vi sinh vật tự nhân lên. Chúng có tác dụng ngắn và khuếch tán thụ động qua các kênh porin trong màng vi khuẩn. Chúng ức chế tổng hợp protein bằng cách liên kết thuận nghịch với tiểu đơn vị ribosome 30S của vi khuẩn và ngăn chặn aminoacyl tRNA liên kết với vị trí A của ribosome. Chúng cũng liên kết ở một mức độ nào đó với tiểu đơn vị ribosome 50S của vi khuẩn và có thể làm thay đổi màng tế bào chất khiến các thành phần nội bào bị rò rỉ từ tế bào vi khuẩn.